# Somniosus pacificus
Somniosus pacificus là một loài cá mập thuộc họ Somniosidae, tìm thấy trên toàn cầu, trên thềm lục địa và dốc ở vùng biển ôn đới giữa vĩ độ 70 ° N và 22 ° N, từ độ sâu tới 2.000 mét (6.600 ft). Chiều dài của loài cá này lên đến 4,4 m và cân nặng 888 kg. FishBase công nhận có cá thể cá mập này dài đến 7m. Kích thước cá trưởng thành trung bình là 3,65 m (12,0 ft) và 318–363 kg (701-800 lb). 

## Săn mồi
Loài này được biết đến là loài ăn xác thối, chúng có thể lướt qua nước với ít chuyển động cơ thể và ít tiếng ồn tạo ra dưới nước làm cho chúng là những kẻ săn mồi thành công. Chúng ăn bằng cách hút và cắt đứt con mồi. Chúng có miệng lớn và răng có thể cắn nhỏ những con mồi quá cỡ không thể nuốt được.